# Reichsstraße 129

Die Reichsstraße 129 (R 129) war bis 1945 eine Staatsstraße des Deutschen Reichs. Sie führte in Nord-Süd-Richtung von Steegen (polnisch Stegna) an der Danziger Bucht über Marienburg (Malbork) und Marienwerder (Kwidzyn) bis nach Garnsee (Gardeja) und wurde im Zusammenhang der Kriegsereignisse 1939 über Thorn (Toruń) bis nach Lodsch (Łódź) erweitert. Sie war dann eine Zentralverbindungsstraße zwischen der früheren Provinz Westpreußen und Danzig bis ins südwestliche Ostpreußen, und dann weiter durch Westpreußen bis in die Provinz Posen.
Die Gesamtlänge der R 129 betrug 338 Kilometer.
Heute verlaufen mehrere polnische Woiwodschafts- bzw. Landesstraßen auf der Trasse der früheren R 129: die Droga wojewódzka 502 (DW 502), die Droga krajowa 55 (DK 55) und die Droga krajowa 1 (DK 1) (= Europastraße 75). Sie verbinden die Woiwodschaft Pommern mit der Woiwodschaft Kujawien-Pommern und der Woiwodschaft Łódź.

## Straßenverlauf der R129
(heutige Droga wojewódzka 502):
Provinz Westpreußen / Danzig / Provinz Ostpreußen (heutige Woiwodschaft Pommern):
Landkreis Danziger Niederung (heute: Powiat Nowodworski (Kreis Tiegenhof)):
- Steegen (Stegna)
- Fischerbabke (Rybina)

~ Königsberger Weichsel (Wisła Królewiecka) ~
Landkreis Großes Werder:
- Tiegenort (Tujsk)
- Petershagen (Żelichowo)
- Tiegenhof (Nowy Dwór Gdański) (Anschluss: R 130)

 (heutige Droga krajowa 55):
(heutiger Powiat Malborski (Kreis Marienburg)):
- Brodsack (Chlebówka)
- Tragheim (Tragamin)

Landkreis Marienburg (Westpr.):
- Marienburg (Westpreußen) (Malbork) (Anschluss: Reichsstraßen R 1 und R 144)

~ Nogat ~
Landkreis Stuhm (Heutiger Powiat Sztumski):
- Stuhm (Sztum)

Landkreis Marienwerder (heutiger Powiat Kwidzyński):
- Rachelshof (Brachlewo)
- Marienwerder (Kwidzyn) (Anschluss: Reichsstraßen R 127 und R 393)
- Pankendorf (Bandtken) (Bądki)
- Garnsee (Gardeja)

o bis 1939: Deutsch-polnischer Grenzübergangsstelle o
Provinz Westpreußen (heute Woiwodschaft Kujawien-Pommern):
Landkreis Graudenz (heute Powiat Grudziądzki): (Anschluss: Reichsstraßen R 127 und R 384)
- Mockrau (Mokre)
- Graudenz (Grudziądz)

Landkreis Kulm (Weichsel) (heute Powiat Chełmiński):
- Paparzyn (Papersen) (Paparzyn)
- Stolno (Anschluss: R 381)

  (heutige Droga krajowa 1 und Europastraße 75):
Landkreis Thorn (heute Powiat Toruński):
- Kulmsee (Chełmża)
- Thorn (Anschluss: Reichsstraßen R 123 und R 382)

~ Weichsel (Wisła) ~
Provinz Posen:
Landkreis Hermannsbad (heute Powiat Aleksandrowski):
- Ciechonek (1939–45: Hermannsbad)

(heutiger Powiat Włocławski):
- Włocławek (1939–45: Leslau) (Anschluss: Reichsstraße R 78)
- Kowal (1939–43: Freistatt, 1943–45: Kowall)
- Lubien Kujawski (1939–43: Liebstadt, 1943–45: Lubenstadt)

(heutige Woiwodschaft Łódź):
Landkreis Kutno (heute Powiat Kutnowski):
- Krośniewice (1943–45: Kroßwitz) (Anschluss: Reichsstraßen R 144 und R 385)

Landkreis Lentschütz (heute Powiat Łęczycki):
- Łęczyka (1939–45: Lentschütz)

(heutiger Powiat Zgierski):
- Ozorków (1939–45: Brunnstadt)

Landkreis Litzmannstadt.
- Zgierz (1939–45: Görnau)
- Lodsch (1939–45: Litzmannstadt) (Łódź) (Anschluss: R 386)

(→ Piotrków Trybunalski (Petrikau))